# Trump Media & Technology Group
Trump Media & Technology Group (TMTG), også kendt som T Media Tech LLC, er et amerikansk medie- og teknologivirksomhed grundlagt i januar 2021 af den tidligere amerikanske præsident Donald Trump. Den 1. januar 2022 fratrådte den republikanske politiker Devin Nunes sin plads i Repræsentanternes Hus for at blive selskabet administrerende direktør (CEO). I februar 2022 lancerede TMTG et socialt netværk kaldet Truth Social.
Det blev annonceret den 20. oktober 2021, at TMTG havde indgået en fusionsaftale med selskabet Digital World Acquisition Corp (DWAC). DWAC var et børsnoteret skuffeselskab, som var blevet noteret med det formål at fusionere med et privat selskab, hvorved man kunne undgå processen med at børsnotere (også benævnt en IPO) det private selskab, her TMTG. På engelsk kaldes et sådan selskaber et 'special purpose acquisition company' eller blot SPAC. Fusionen værdisatte TMTG til $875 millioner pr. 21. oktober 2021. Den første dag efter annoncering af Truth Social og fusionen mellem TMTG og DWAC, d. 21. oktober 2021, steg aktierne i DWAC med 400%, fra $10 til $45,50. Den efterfølgende dag, d. 22. oktober 2021, steg aktiekursen yderligere og rundede på et tidspunkt $130, hvorefter kursen faldt og sluttede handelsdagen i en kurs på $94,20.